# Joaquim Antônio Vasques
Joaquim Antônio Vasques é um tipógrafo, deputado e brasileiro.
Nascido em família humilde, começou cedo a trabalhar, aprendendo o ofício de tipógrafo. Mais tarde, prestou concurso público e foi nomeado para a tesouraria da fazenda. Quando no início do seu mandato, foi servir ao exército como oficial pagador, sendo responsável pelo pagamento do soldo da tropa.
De volta a Porto Alegre começou a trabalhar como jornalista em A Reforma. Em 1990, quando Gaspar Silveira Martins foi nomeado ministro da fazenda, Joaquim Vasques foi chamado para ser seu chefe de gabinete, cargo no qual permaneceu pouco tempo, retornando ao Rio Grande do Sul, como inspetor da Tesouraria da Fazenda. Foi inspetor de 1990 a 1992.
Voltou a trabalhar no jornal A Reforma, publicando matérias, às vezes,  com o pseudônimo de Dejenais.
Foi deputado provincial por alguns mandatos. Com o fechamento de A Reforma passou a estudar a história do Rio Grande do Sul.